# Franjo Ksaver Orlando
Franjo Ksaver Orlando (Rijeka, 9. prosinca 1723. – Rijeka, 23. listopada 1784.), isusovac, osnivač prve javne nautičke škole u Rĳeci. 

## Životopis
Orlando je rođen u Rijeci 9. prosinca 1823. godine, gdje završava isusovačku gimnaziju i ulazi u isusovački red, nakon čega završava studij filozofije u Beču. Isusovački poglavari 1753. šalju ga u Trst da na isusovačkom kolegiju Santa Maria Maggiore predaje matematiku.
Dana 10. lipnja 1754. Orlando je u Trstu osnovao Državnu školu za matematiku i nautiku (Scuola di Idrografia) odredbom carice Marije Terezije, koju je za njena vijeka i vodio. Škola je djelovala pri tršćanskom isusovačkom kolegiju. Bila je to prva javna nautička škola na Jadranu, i među prve tri (Marseille 1728. i Hamburg 1749.) u Europi. Pohađao ju je 21 učenik. 

### Nautička škola u Rijeci
Nakon ukinuća tršćanske škole, otac Orlando vraća se u Rijeku, gdje 1773. u tamošnjoj gimnaziji osniva prvu javnu nautičku školu i predaje matematiku, nautiku i dvostruko knjigovodstvo. Iz Trsta je donio „svu školsku knjižnicu i pomagala”. Orlando je sam sastavio nastavni plan. Planirao je da školovanje traje dvije godine, tj. dva tečaja ili corsa. U prvom su se učile aritmetika, geometrija i ravna trigonometrija, a u drugom sferna trigonometrija, astronomija, matematička geografija i navigacija. Navigacija se nije učila kao poseban predmet, nego u sklopu astronomije, matematičke geografije, trigonometrije i hidrografije.
Dvogodišnji Corso nautico u Rijeci održavao se do 1784. godine kada otac Orlando umire. Pokopan je uz pjevanu svečanu misu u crkvi sv. Vida u Rijeci.  Studij se, zajedno s instrumentima i većim dijelom knjiga, vraća natrag u Trst. Škola je u Rijeci ponovno otvorena 1809. godine.

## Ostavština
Knjige oca Orlanda čuvaju se u Tehničko-nautičkom institutu u Trstu. Knjige koje se nalaze u Sveučilišnoj knjižnici u Rijeci, u baštinskom fondu u isusovačkoj knjižnici, potječu od onih knjiga koje je otac Orlando kupovao za nautički tečaj u Rijeci i svjedoče o počecima školovanja pomoraca u gradu Rijeci. Nemaju rukopisnog ekslibrisa, a identificirane su na temelju prijepisa popisa knjiga iz 1783., pohranjenog u Hrvatskom državnom arhivu.
U baštinskom fondu Sveučilišne knjižnice u Rijeci čuva se i jedan stari rukopis koji sadrži predavanja oca Orlanda, naslova Corso Matematico-Nautico iz 1783. godine, koji je zabilježio jedan od njegovih riječkih učenika (čitljiv i uredan, na 322 stranice, veličine 23 x 31 cm, ali bez imena pisca) i vjerojatno je da je to zapravo tekst oca Orlanda.

## Vanjske poveznice
- Corso matematico-nautico (digitalizirano djelo), SKR